# 星际争霸II：虫群之心
《星际争霸II：虫群之心》（StarCraft II: Heart of the Swarm）是暴雪娱乐出品的科幻即时战略游戏《星际争霸II：自由之翼》的续篇，同时也是星际争霸II三部曲中的第二部，其第三部为《星际争霸II：虚空之遗》。
本资料片主以异虫（Zerg）为主题，包含了约20个新战役任务，以及若干新兵种单位、科技和地图。
蟲族之心於2013年3月12日在美洲、欧洲、东南亚、台湾等地同步发售。（中国大陆为2013年7月17日）

## 遊戲玩法
蟲族之心增加了20個新的劇情任務，以及可強化蟲族單位的七個進化任務，故事上承《星际争霸II：自由之翼》的劇情。在蟲族之心中，玩家扮演的角色是剛剛返回人身的"刀鋒女皇"莎拉凱莉根，任務簡報室也變成了大蟲利維坦。
虫群之心与自由之翼的剧情任务在玩法上将有较大的差别:
在自由之翼任务之中玩家主要通过任务获得金钱，收集神器与异虫标本获得研发点，使用金钱雇佣佣兵或者升级单位或者达到一定的研发点后可以选择研发一项特殊升级，对英雄单位本身没有专项的升级；
在虫群之心的剧情任务之中将加入更多的RPG元素，凯莉根可以选择不同的专长进行升级，随着凯莉根的不断成长，已经升级的专长也将获得新的能力。在单位的升级上则使用了“突变”的玩法，异虫单位将允许两个突变方向，玩家可以选择其中之一，例如异化虫可以选择突变为数量更多或者速度更快。

## 新功能
- 在虫群之心中，有著更強大的物理引擎，可以創造出許多特效，例如爆炸時碎片四散、血肉橫飛，或是掉下山崖、死亡後的單位滑行等等。

- 暴雪已宣布開放全語系暢玩，玩家可以隨時切換遊戲語音與介面語言。

- 編輯器的新功能：虫群之心的編輯器將可以編輯過場動畫、特效、使用者介面等等。

- 現在的天梯模式分為排名/非排名（不計分）　兩種模式。

- 以等級制讓玩家獲得經驗值，用於解鎖新頭像、模組以及動畫。

- 和電腦作為盟友時將可對其發布指令，例如開礦、防守或偵查等，ＡＩ亦有相當的提升，玩家在設定電腦時可以指定更多電腦難度，以及電腦將採用的戰術（例如極限快攻）。

## 故事情節
蟲族之心的遊戲情節圍繞蟲族的首領刀鋒女王凱莉根展開，在自由之翼的結尾，吉姆·雷诺使用一個古老的薩爾那加神器終於擊潰了蟲族的進攻，將凱莉根恢復成人類；失去了領袖人物的異蟲破裂為數個蟲群分佈在克普魯星區上，一個異蟲的寄生女王扎加拉更是想取代凱莉根成為新的首領。
王儲維勒安為了確定凱莉根有多少部分恢復到人類，將凱莉根隔離在研究所內進行很多實驗和調查，而吉姆‧雷諾陪伴在凱莉根左右並不時給予其重要的支持和鼓勵。然而蒙斯克派幽靈特務諾娃偷襲了研究所，吉姆不幸被逮捕，蒙斯克隨即對外宣稱已經將吉姆處決。為此，凱莉根踏上對蒙斯克的復仇之路，又在澤拉圖的引導下回到蟲群的誕生地，再次變身刀鋒女王，重掌蟲群各勢力，並在數日後救出被囚禁的吉姆。
然而吉姆無法接受再次成為刀鋒女王的凱莉根，卻也無法下手殺死凱莉根，只得宣告兩人分手。
凱莉根為了削弱泰倫帝國的力量，登上了泰倫帝國的科學研究設施:天矛太空站，但是當她突破外層進入設施時，卻見到了塔達林神族、混源體與莫比斯基金會的納魯德博士，她發現納魯德博士其實就是杜蘭並與他戰鬥，當納魯德博士臨死前聲稱他已經復活了薩爾納加埃蒙。最後當凱莉根與蟲族進攻克哈時，因為凱莉根使蟲族部隊按兵不動，讓維勒安疏散人民，吉姆看到後決定出動海伯利昂號幫助凱莉根。在海伯利昂號的支援下，凱莉根攻入皇宮，卻不幸被蒙斯克使用神器壓制了。關鍵時刻吉姆挺身而出將神器啟動裝置給破壞，讓凱莉根得以處決蒙斯克。
蒙斯克死後，凱莉根與吉姆站在蒙斯克的皇宮上眺望。凱莉根轉頭向吉姆道謝，深情的望著他邊飛向天空中的利維坦，而吉姆則是臉上帶著笑容對她說"我的榮幸，親愛的。一直都是。"
後來在結局前，凱莉根放棄了人性、身份，以及心愛的男人，率領蟲族前往銀河深處對抗墮落的薩爾納加亞蒙。

## 各种族新增单位

### 人类
兵种
- 寡婦詭雷（Widow Mine）[4]

寡婦詭雷是全新的埋伏單位，可在軍工廠中建造，人類能藉此單位掌控戰局。寡婦詭雷移動到定點後即切換到「駐守模式」（stationary mode），進入此模式後便會啟動且遁入地底，一旦敵方空中單位和地面單位進入攻擊範圍時，會發射一顆飛彈，鎖定一名單位，對該單位造成 125 點傷害（對神族有額外35點護盾傷害）並對其周圍的小範圍區域造成40點濺射傷害，飛彈填充時間是40秒。需要注意的是，其飛彈對己方單位亦有可能造成誤傷。
- 戰狼（Hellbat）[4]

惡狼變成類似維京戰機的可變形單位——戰狼，而且現在軍工廠所製造的惡狼皆裝載了新的戰鬥模式，變形成戰狼後除了生命值提高（90點變成135點）以及從機械單位變成機械生物單位之外，還能對前方扇形區域進行強力火焰攻擊。這讓戰狼能在後期能夠有效地對抗大批輕甲單位，例如異化蟲或狂戰士，或是透過醫療艇投擲在礦區造成對手農民損失。此外，玩家還可選擇變回其原本機動性較高的惡狼形態。在兵工廠建成後，玩家才可以從軍工廠生產戰狼，而且此時戰狼並不能變形成惡狼，同理，已生產出的惡狼也不能變形成戰狼，需要在軍工廠科技建築裡研究變形伺服系統，此科技在兵工廠建成前不能研究。一架醫療艇可以裝載4輛惡狼，但是只能裝載2個戰狼。
- 新技能[4]

醫療艇獲得了8秒加速的技能，速度增加70%，由2.5變成4.25，冷卻時間是20秒。
攻城坦克不需要研究科技就可以變成攻城模式。
雷神號的能量條和250毫米突擊砲都被取消，雷神號的對空攻擊模式可以從範圍傷害模式轉換成單體傷害模式。
死神不需要兵營掛科技實驗室即可訓練。死神的對建築攻擊方式被取消，對輕甲傷害加成被取消。死神的加速技能天生自帶而不再需要研究。死神在非戰鬥狀態一定時間可自動回復生命值，且生命值提高為60。
渡鴉的導引飛彈改為發射後在空中懸停3秒，若目標在3秒內無法逃離飛彈的射程（12），則必定命中目標。若成功逃離，飛彈則失效墜落地面。導引飛彈所需能量由125降低為75，且不再需要科技研究。

### 异虫
兵种
- 飛蟒（Viper）[4]

飛蟒是全新的空中魔法單位，具有三種獨特技能。「失能毒霧」（Blinding Cloud）能在14秒內將煙霧中的敵方地面單位或建築射程縮短至近戰範圍。「劫持」（Abduct）則能將一個單位強拉至飛蟒所在位置。「吞噬」20秒內吞噬己方建築的生命值200點並將傷害轉換成50點飛蟒的能量。
- 百生獸（Swarm Host）[4]

百生獸是一種移動緩慢、並且不具一般攻擊能力的地面單位。在遁地後會接連釋放出行動緩慢、但是適合攻城或消耗敵方戰力的短射程單位：「蝗蟲」（Locusts）。百生獸產生蝗蟲的間隔時間是25秒，每次產生兩隻，蝗蟲存活的時間是15秒。可以透過感染巢的生命週期科技升級延長蝗蟲的存活時間10秒。
- 新技能[4]

雷獸的傷害修正為35，自由之翼時是15(對重甲+20)。
監察王蟲除了保持其「自由之翼」原有的技能不變之外，現在還能夠在攻城範圍孵化變形蟲。
刺蛇的新升級-肌力增強(Muscular Augments)能使其在非蟲苔覆蓋區域的移動速度變快(2.81)，但蟲苔上的速度不變(3.38)。
飛鏜（Mutalisk）的移動速度變快(3.75->4)，回血速度提高（非戰鬥狀態1秒回1HP）。
遁地以及蟲殼導流（提升王蟲和監察王蟲的飛行速度）成為可以在孵化所研究的科技，不再需要升級成蟲穴。

### 神族
兵种
- 暴風艦（Tempest）[4]

暴風艦是神族的新型攻城砲擊船艦，具備從遠距離(射程15)砲擊敵方地面及空中單位的能力，同時還可對空中巨型單位或巨像造成額外的傷害。需要艦隊導航台才能建造。
- 先知艦（Oracle）[4]

先知艦是在星際之門建造出來的幽能戰艦，並具備了數種擾敵的獨特技能。首先是「預見」(Revelation)技能，讓先知艦可以變成偵隱單位偵測遁地或匿縱的敵人（60秒）；接下來是「天啟」（Envision），指定一個範圍，在一段時間內可以具備偵察和取得目標建築周圍視野的能力。此外，先知艦還具備攻擊技能-啟動脈衝光束(Activate Pulsar Beam)，透過充能來對地面單位造成傷害，對輕甲單位威脅極大。
- 母艦核心（Mothership Core）[4]

因為許多原因，母艦核心非常獨特。一次只能有一個母艦核心，核心能轉變成聖母艦。該單位具備了以下3種技能：「時空扭曲」(Time Warp)，這個技能可以降低指定區域的敵軍陸軍單位一半的移動速度，持續30秒。「群體召喚」(Mass Recall)技能，使玩家可迅速將母艦核心和週遭友方單位傳送至目標星核；「光子彈」(Photon Overcharge)技能，此防禦性技能可使星核短暫的成為可攻擊的防禦建築（60秒，射程13）。
- 新技能

鳳凰戰機起始射程由4增加至5(射程升級仍然+2)。
哨衛的幻象技能不需要研發。
暮光議會中的瞬移技能研發時間從140秒延長至170秒。
虛空艦的攻擊延遲由0.6秒改為0.5秒，其傷害不再隨時間而增加，也取消對巨型單位的加成傷害，但新增一個主動技能「稜鏡校準」(Prismatic Alignment)可使虛空艦在20秒內對重甲單位的傷害增加6點，冷卻時間60秒，此技能不會受升級影響。
聖母艦現在由聖母艦核心轉化而成(100秒，需要300晶礦，300瓦斯)，移除「黑洞」技能，聖母艦擁有原先母艦核心的「時空扭曲」以及「群體召喚」技能與自由之翼時的匿縱力場，聖母艦核心轉化成聖母艦時，能量將回復成50點，一支星灵部隊最多只能同時擁有一艘母艦核心或聖母艦。

## 发行

### 中国大陆
2013年5月27日，《星际争霸II：虫群之心》通过了中华人民共和国文化部的审批。
6月28日，暴雪娱乐与网易宣布《星际争霸II：虫群之心》定于7月17日在中国大陆正式发行。